# Coptomia vieui
Coptomia vieui är en skalbaggsart som beskrevs av Franz Antoine 1994. Coptomia vieui ingår i släktet Coptomia och familjen Cetoniidae. Inga underarter finns listade i Catalogue of Life.